# Transistorradio
Ein Transistorradio ist ein Rundfunkempfangsgerät, bei dem ausschließlich Transistoren als aktive Bauelemente eingesetzt werden. Im Sprachgebrauch sind damit hauptsächlich tragbare sog. Koffer- oder Taschenradios gemeint.
Im Vergleich zum Röhrenradio ermöglichte die Transistorbestückung erstmals eine signifikante Gewichts-, Betriebskosten- und Größenreduktion der Geräte, was in erster Linie zum großen Markterfolg des Transistorradios beigetragen hat.
Die ersten Taschenradios mit monauraler Tonwiedergabe waren wegen technischer Grenzen der ersten Serientransistoren typischerweise auf das Mittelwellenband von 540 bis 1600 kHz oder den Langwellenempfang beschränkt – mit den Fortschritten der Transistortechnologie eroberten sich die Transistorempfänger aber schnell alle verfügbaren Rundfunkbänder.
Die kleinsten Vertreter der Gattung waren auch unter den Bezeichnungen shirtpocket und coatpocket bekannt; ihre geringe Größe ermöglichte es dem Besitzer im Unterschied zu den portables, sie in Hemden- oder Manteltaschen unterzubringen.

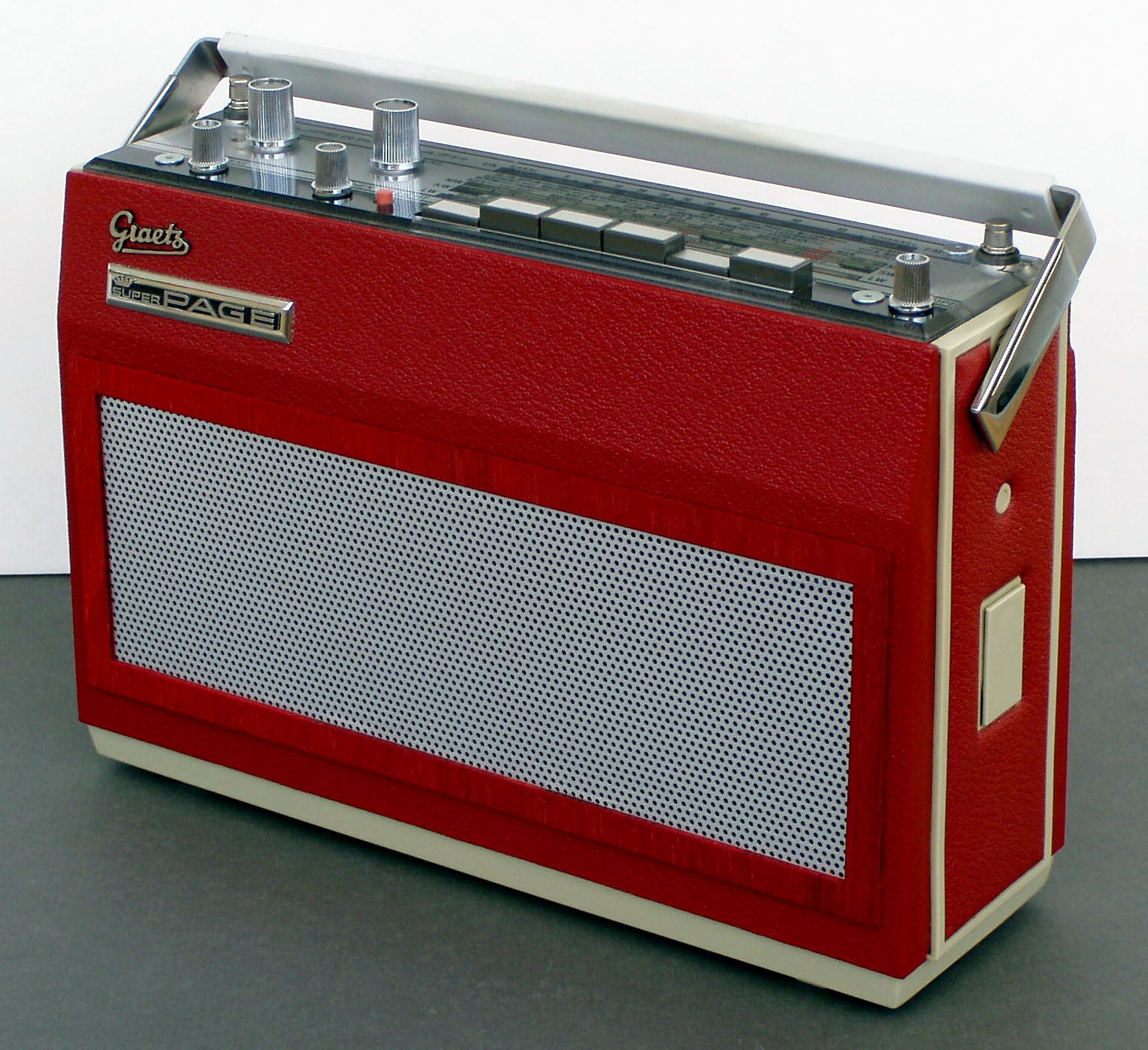
Transistor-Kofferradio SuperPage der Elektronikfirma Graetz von 1967

## Zur Geschichte
Nachdem 1949 ein Scherzartikelhersteller noch recht erfolgreich einen röhrenbetriebenen Radiohut auf dem amerikanischen Markt platzieren konnte, setzte sich in den 1950er Jahren die Produktion transistorbetriebener Empfänger durch.
1953 stellte das von dem deutschen Physiker Herbert Mataré – mit Heinrich Welker parallel zu den Bell Laboratories auch Erfinder des Transistors – zusammen mit Jakob Michael 1952 gegründete Düsseldorfer Unternehmen Intermetall auf der Düsseldorfer Funkausstellung das weltweit erste Transistorradio vor – über ein Jahr, bevor Texas Instruments diesen Meilenstein für sich beanspruchte. Bei dem vorgestellten volltransistorierten Radio handelte es sich jedoch noch nicht um ein Seriengerät, sondern um ein Mittelwellen-Transistorradio im Versuchsstadium, das Empfangsprinzip entsprach einem einfachen Geradeausempfänger, der Konkurrent TI aus Dallas/USA brachte ein Jahr später den ersten Transistor-Superhet auf den Markt.

### Transistorradios aus den Vereinigten Staaten

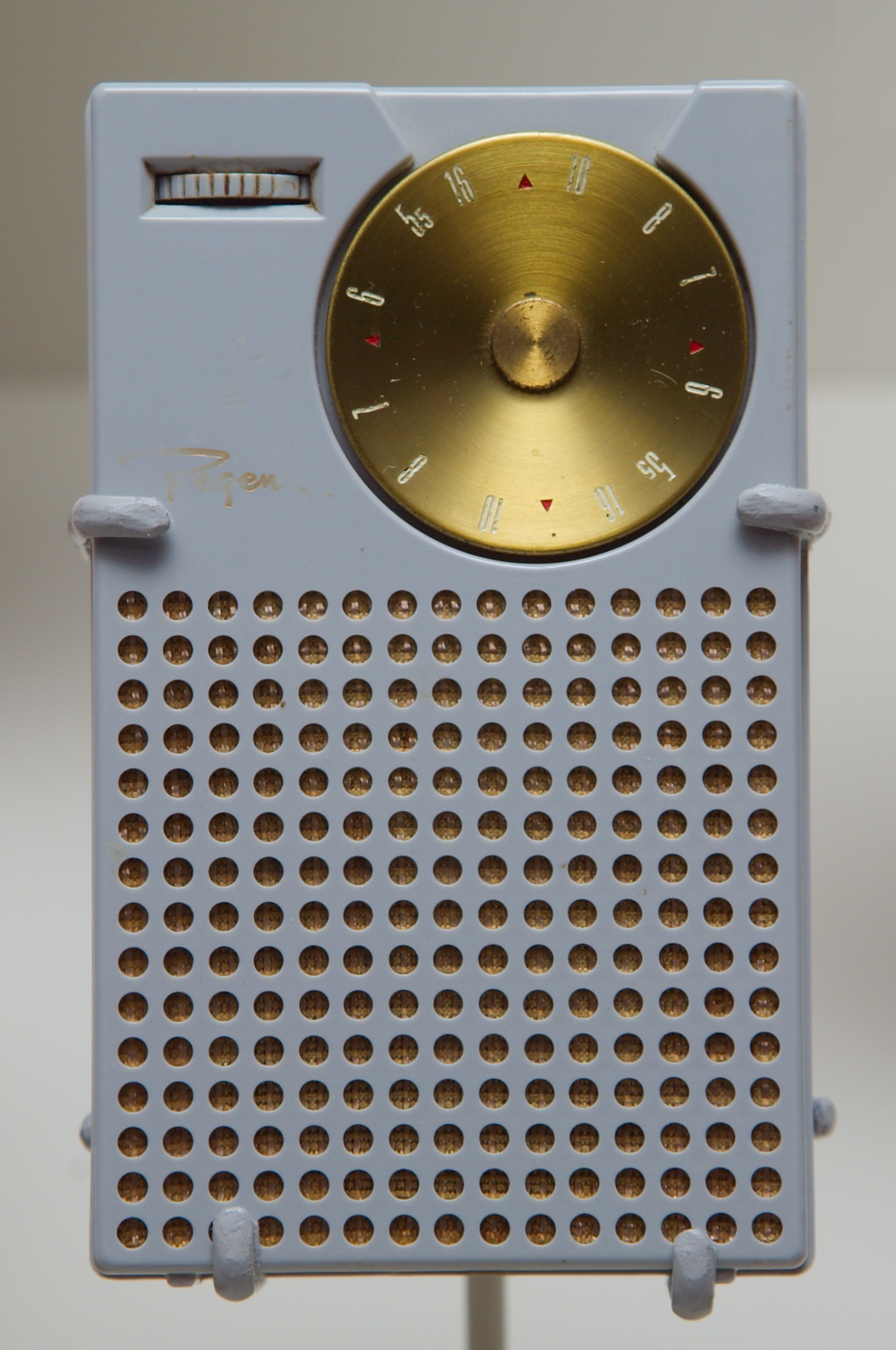
Das erste kommerzielle Transistorradio aus den USA Regency TR-1

Der heutige amerikanische Elektronik-Riese Texas Instruments (TI) hatte 1954 noch eine sehr kleine Halbleiterabteilung, die 1951 von den Bell Laboratories, den Inhabern des Transistorpatents, eine Lizenz zur Herstellung von Germanium-Transistoren für die geringe Summe von 25.000 US-Dollar erworben hat. Die abwartend-zögerliche Haltung der Radio- und Fernsehindustrie im Hinblick auf die Marktchancen der neuen Transistortechnik durchkreuzte aber zunächst die Pläne zu einer Transistor-Massenfertigung. Erst die entscheidende Idee des damaligen Texas Instruments-Vizepräsidenten Patrick Eugene Haggerty, zusammen mit der Regency Division of IDEA (ein Akronym für Industrial Development Engineering Associates) in Indianapolis einen neuartigen technischen Konsumartikel – heute würde man es wohl „Spaß-Produkt“ oder Gadget nennen – in Form eines kleinen Transistor-Taschenradios für den Massenmarkt zu entwickeln, verhalf dem Germaniumtransistor zum Durchbruch: Am 18. Oktober 1954, sieben Jahre nach der Erfindung des revolutionären Bauteils Transistor, wurde das erste kommerzielle Transistorradio aus den Vereinigten Staaten, das Regency TR-1 von der Regency Division angekündigt und zum Weihnachtsgeschäft des gleichen Jahres äußerst erfolgreich auf den Markt gebracht – der Mittelwellen-Superhet mit lediglich vier Transistoren, mit seiner für damalige Verhältnisse winzigen Größe und den damit verbundenen äußerst begrenzten klanglichen Möglichkeiten, war als trendige und luxuriöse High-Tech-Novität dem damals noch mit Batterieröhren bestückten größeren Gerätetyp Kofferradio leistungsmäßig zwar in jeder Hinsicht hoffnungslos unterlegen, entwickelte sich aber trotz des hohen Preises rasant zum heiß begehrten modischen „Marktrenner“, was dazu führte, dass der TR-1 bis zum Frühjahr 1955 landesweit komplett ausverkauft war.
Im Sommer desselben Jahres erschien der von der Firma Raytheon entwickelte volltransistorierte 8TP mit acht Transistoren, der als erstes „seriöses“ Transistorradio in die Radiogeschichte einging. Bedingt durch die wesentlich großzügigeren Abmessungen und die damit wegfallenden Beschränkungen der Konstruktion glänzte das volltransistorierte Kofferradio mit besseren Empfangsleistungen, Sparsamkeit beim Stromverbrauch und guten Klangeigenschaften.

### Die japanische Konkurrenz

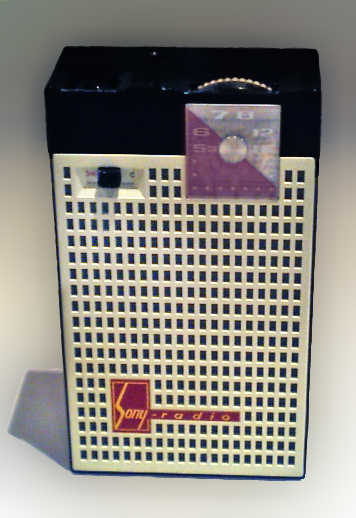
Frühes japanisches Transistorradio Sony TR-52

Die im Zweiten Weltkrieg durch schwere Bombenangriffe weitgehend zerstörte Industrie Japans stieg durch umfangreiche amerikanische Hilfen zum Wiederaufbau binnen weniger Jahre in den Kreis der führenden Exportnationen auf: nachdem Japan 1952 seine volle Souveränität zurückerhielt, nahm das japanische Wirtschaftswunder – ähnlich wie im Nachkriegs-Deutschland – seinen Anfang.
In den 1950er Jahren existierte in Japan die kleine Elektronikfirma Tokyo Tsushin Kogyo.LTD, die ebenfalls im Besitz einer von Bell erworbenen Transistorlizenz war und das Marktpotential des neuen Transistorradios richtig einschätzte. Als die Regency Division 1955 wegen des Rückzugs von Texas Instruments die Herstellung des erfolgreichen Regency TR-1 aufgab, war das für die beiden japanischen Firmengründer Masaru Ibuka und Akio Morita die Initialzündung, auf dem US-amerikanischen Elektronikmarkt mit ihren Produkten Fuß zu fassen. Nachdem 1955 in Japan mit dem Sony TR-55 das erste japanische Transistorradio erschienen war, gingen die Japaner zwei Jahre später mit dem legendären TR-63 in die Exportoffensive.
Mit seinen Maßen 112 × 71 × 32 mm war es das damals kleinste Shirtpocket der Welt und eroberte sich mit seinem günstigen Preis, mit attraktivem Design, hoher Qualität und Leistungsfähigkeit sofort eine führende Marktposition sowohl in den Vereinigten Staaten als auch in anderen westlichen Ländern – und leitete die langdauernde weltweite Dominanz der japanischen Transistorradio-Ära ein, an der sich zahlreiche Mitbewerber des Landes beteiligten.

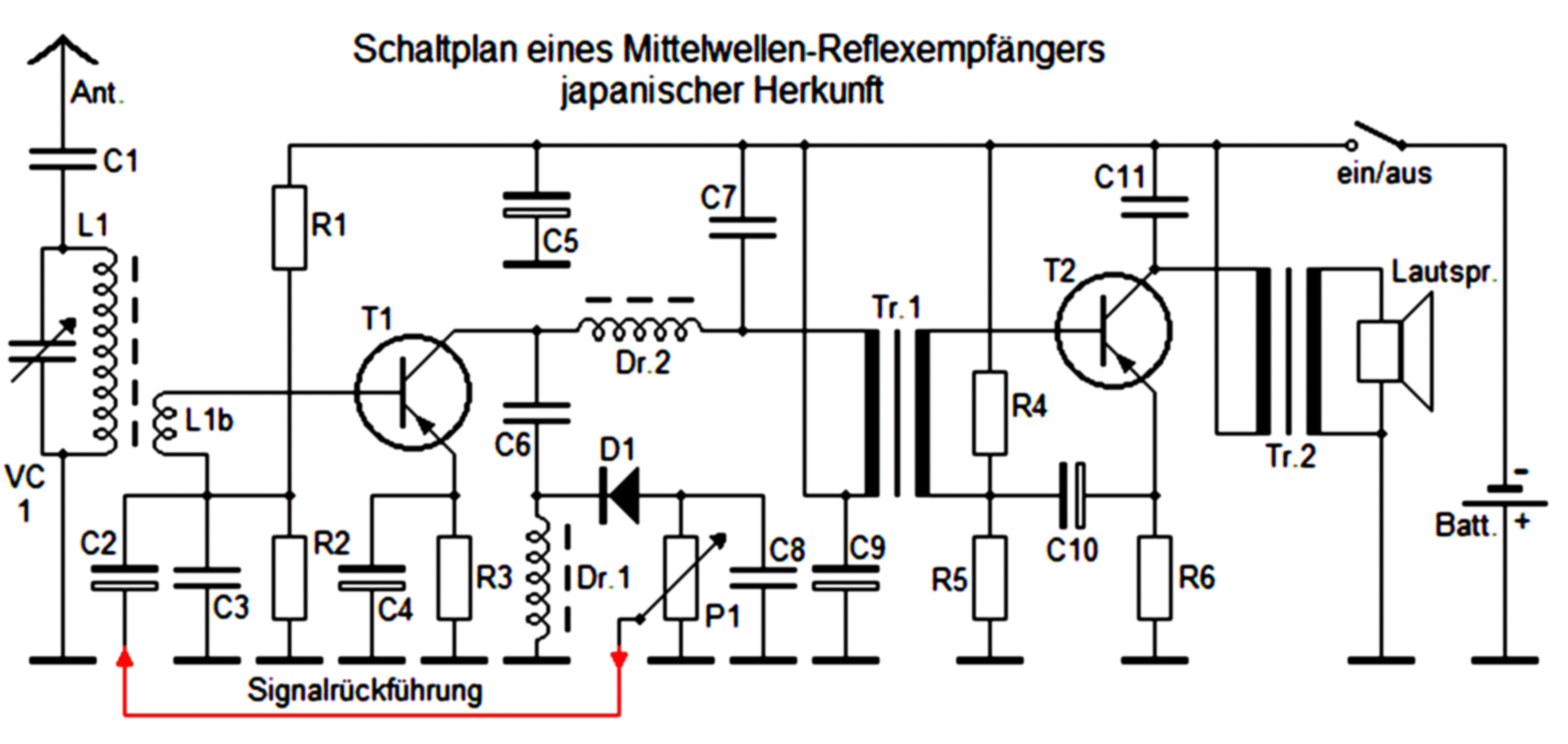
Reflexempfänger mit zwei Transistoren

Die Produktbezeichnung des TR-63 erhielt den eingängigen Namen SONY, der 1958 zum Firmennamen SONY avancierte und den Beginn des beispiellosen Markterfolgs eines der heute größten weltweit operierenden Medien- und Elektronik-Konzerne markierte.
Weit verbreitet unter den weniger zahlungskräftigen Interessenten waren die überwiegend aus Fernost stammenden 2-Transistor-Reflexempfänger, die mit trickreicher Schaltungstechnik und mehrfacher Ausnutzung der damals noch kostenintensiven Transistoren – vergleichbar mit dem Audion – arbeiteten. Der geringere Bauteileaufwand zusammen mit einer einfachen Empfangsschaltung – es waren im Normalfall Geradeausempfänger mit Diodengleichrichtung – und naturgemäß reduzierten Empfangsleistungen ermöglichte eine besonders günstige Preisgestaltung. Die Reflexempfänger wurden deswegen häufig auch im Spielzeugladen angeboten und waren in den anglo-amerikanischen Ländern auch unter dem Begriff boy’s radios bekannt.

### Erste Serien-Transistorradios der deutschen Radioindustrie

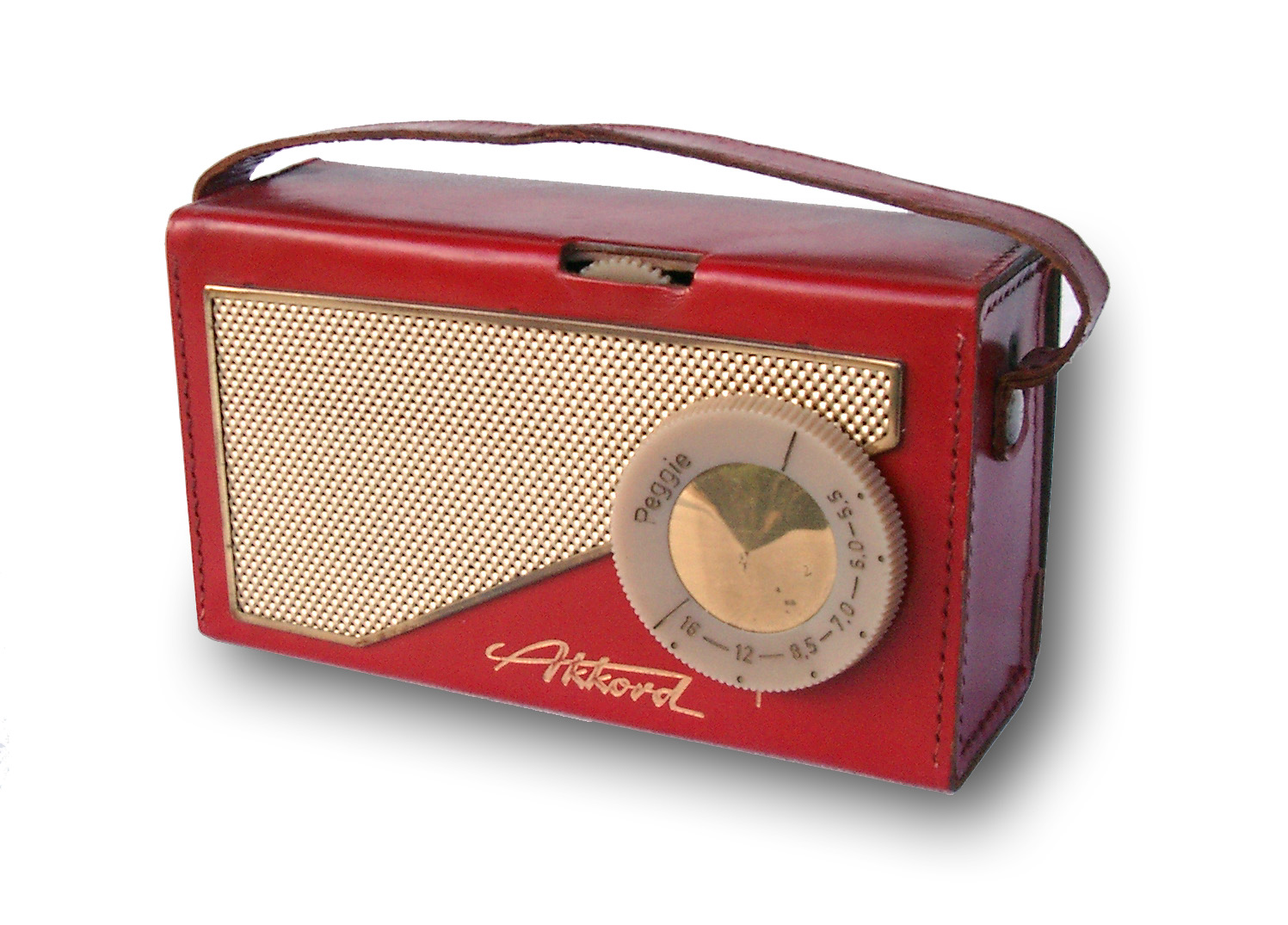
Erstes Volltransistorradio Akkord Peggie (1957) der westdeutschen Radioindustrie

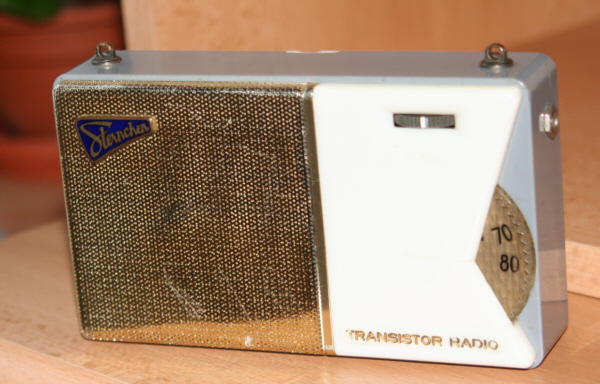
Erstes Volltransistorradio Sternchen (1959) der ostdeutschen Radioindustrie

Auf der Industriemesse in Hannover wurde 1957 das erste Transistorradio der westdeutschen Elektronikindustrie vorgestellt: die Firma Akkord-Radio, Gerätebau A.Jäger & Söhne aus Offenbach/Herxheim, Deutschlands erste Spezialfabrik für Kofferempfänger, brachte das Mittelwelle-Radio Akkord-Peggie auf den Markt, damals noch ohne die inzwischen in der Transistortechnik überall eingeführte gedruckte Schaltung, sondern mit der aus der Röhrentechnik übernommenen freien Verdrahtung. Im gleichen Jahr folgte der Partner von Telefunken, beide Radios waren Überlagerungsempfänger mit jeweils 5 Transistoren.
Zwei Jahre später erschien auf dem ostdeutschen Elektronikmarkt das Sternchen, das erste transistorbasierte MW-Taschenradio, entwickelt im VEB Stern-Radio Sonneberg, später auch im VEB Stern-Radio Berlin mit DDR-Transistoren produziert.

### Transistorradio für das Ultrakurzwellenband

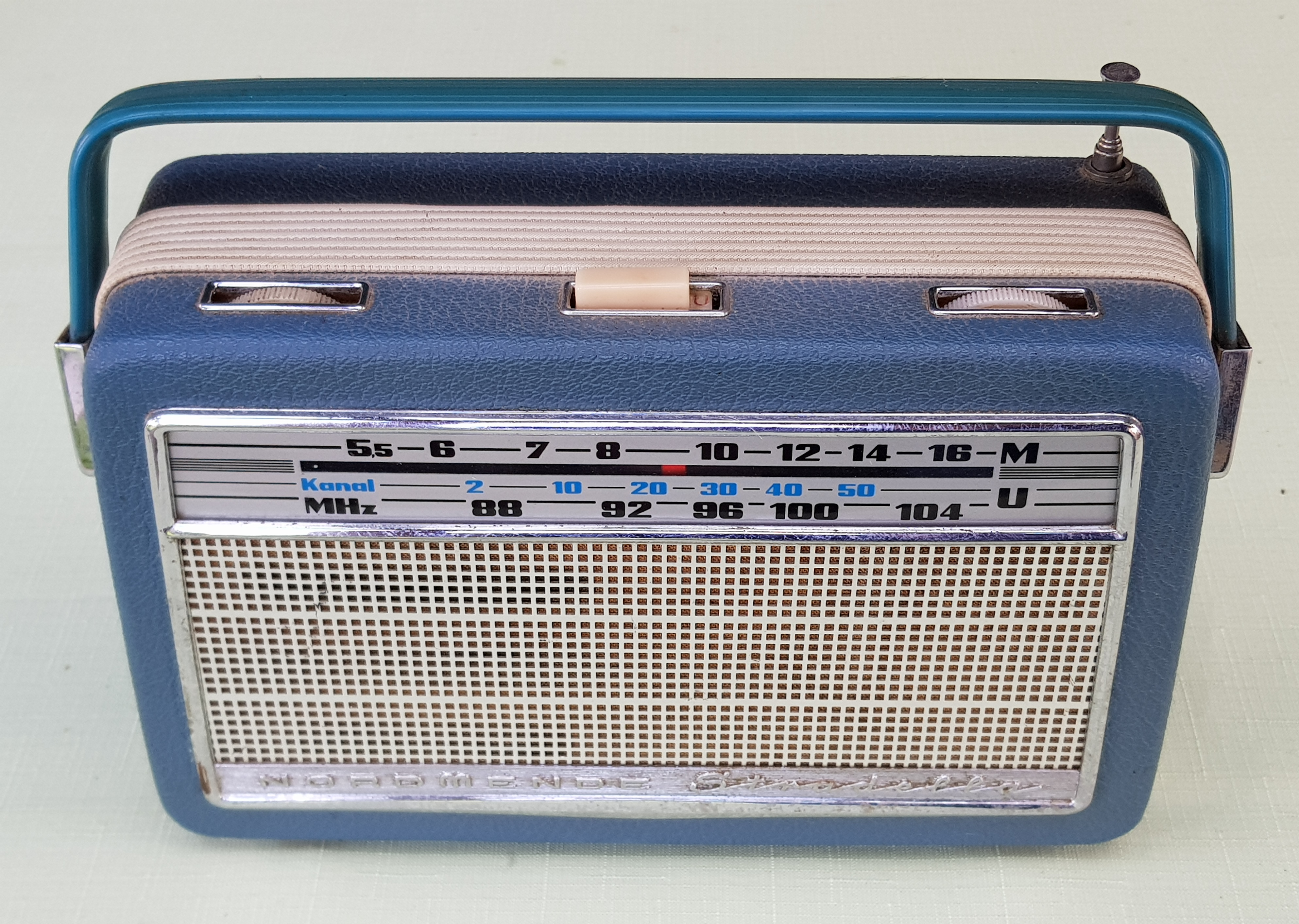
Modell: Nordmende Stradella mit MW/UKW aus dem Jahr 1959/60

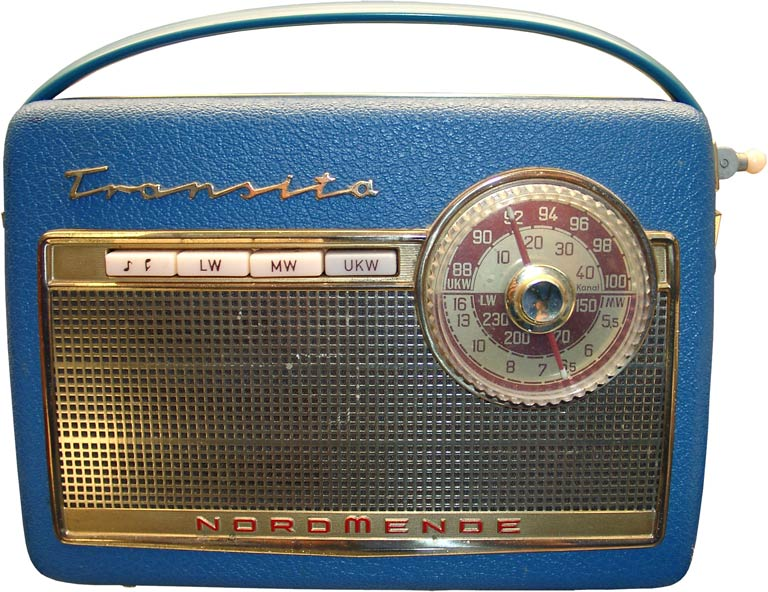
Tragbares Transistorradio Transita der Firma Nordmende aus den 1960er Jahren

Im Jahr 1948 fand in Kopenhagen eine europäische Rundfunkkonferenz statt, bei der die Sendefrequenzen für Rundfunksender im Lang- und Mittelwellenbereich neu verteilt wurden. Das Ergebnis der langwierigen Beratungen, der Kopenhagener Wellenplan, trat am 15. März 1950 in Kraft und löste die 1939 verabschiedeten, aber aufgrund der Kriegsereignisse nicht umgesetzten Festlegungen der Rundfunkkonferenz von Montreux ab, die den europäischen Rundfunk-Vorreiter Deutschland außerordentlich begünstigten.
Mit dem Inkrafttreten des neuen Wellenplans änderte sich die Situation. Als Verlierer des Zweiten Weltkriegs wurden Nachkriegsdeutschland lediglich einige rundfunktechnisch ungünstige Frequenzen zugestanden. Damit rückte eine angemessene Versorgung der Rundfunkteilnehmer auf diesen Frequenzbändern in weite Ferne – im September des gleichen Jahres wurde deshalb von Rundfunkvertretern, Rundfunkindustrie und Postverwaltung die Einführung des frequenzmodulierten UKW-Rundfunks auf dem Drei-Meter-Band von 87 MHz bis 100 MHz (VHF-Band II) für den Hörfunk beschlossen und ein zügiger Ausbau des UKW-Sendenetzes betrieben. Mit einer Leistung von 250 Watt nahm in Freimann bei München am letzten Februartag des Jahres 1949 der erste frequenzmodulierte UKW-Hörfunksender Europas auf der Frequenz 90,1 MHz mit der Ausstrahlung des damals einzigen Programms des Bayerischen Rundfunks seinen Betrieb auf – die ersten alltagstauglichen FM-Röhren-Seriengeräte bzw. „Vorsatzgeräte“ zum Umrüsten vorhandener AM-Empfänger erschienen aber erst 1950 auf der ersten Nachkriegs-Funkausstellung in Düsseldorf, die ganz im Zeichen der neuen UKW-Technik stand.
Bedingt durch die hohen Übertragungsfrequenzen und die Frequenzmodulation konnte der neue UKW-Rundfunk den Radiohörern eine ganz neue akustische Dimension anbieten. Störungsfreier Empfang, verbesserte Dynamik und Verbreiterung des Tonfrequenzbandes leisteten einen gewichtigen Beitrag zum ständig steigenden Absatz von Rundfunkgeräten, ein Radio ohne UKW-Empfangsmöglichkeit war von da an nahezu unverkäuflich.
Bis zu den großen Verkaufserfolgen war von der Radioindustrie aber zunächst noch eine nicht unerhebliche Entwicklungsarbeit gefordert, da das damalige Entwicklungsstadium der Elektroniktechnologie für die komplizierte Beherrschung des VHF-Bands II noch auf einer niedrigen Stufe stand. Umfangreiche Erfahrungen lagen lediglich für das VHF-Band I vor, auf dem von 1935 bis 1944 in Deutschland vom Fernsehsender Paul Nipkow regelmäßig Sendungen ausgestrahlt wurden.
Dem neuentwickelten Halbleiterbauteil waren die vergleichsweise hohen UKW-Frequenzen noch nicht zugänglich. Wegen der niedrigen Grenzfrequenzen der Germanium-Transistoren in den frühen Entwicklungsstufen der Halbleiterfertigung wurden Geräte mit VHF-Empfangsbereichen aus technischen Gründen in einer Übergangsphase noch mit einer Röhre/Transistor-Hybridbestückung ausgerüstet – in den höherfrequenten Schaltungsteilen wie der Hochfrequenz-Vor- und Mischstufe, Lokal-Oszillator, Zwischenfrequenzstufen waren Elektronenröhren weiterhin unentbehrlich.
In einem umfangreichen Versuchsprojekt stellte sich die innovative westdeutsche Elektronikfirma Graetz im Jahr 1957 der Herausforderung, einen volltransistorierten UKW-Empfänger zu konstruieren. Als Hochfrequenz-Transistor verwendeten die Entwicklungsingenieure einen US-amerikanischen RCA-Typ, der auf Basis der Grundlagenforschung des bei RCA beschäftigten Physik-Nobelpreisträgers Herbert Kroemer entwickelt wurde. Ein Prototyp des UKW-Radios wurde im gleichen Jahr vorgestellt, eine wirtschaftliche Serienproduktion scheiterte aber an der damals noch vorhandenen erheblichen Qualitätsstreuung der RCA-Transistoren.
Erst ab 1958 waren stabile VHF-Transistoren in größeren Stückzahlen erhältlich – der japanischen Firma SONY gelang mit dem TFM-151 die erste Serienproduktion eines aufwändigen UKW/MW-Transistorempfängers mit immerhin 15 Transistoren, davon 8 im UKW-Teil.

### Der Markterfolg des Transistorradios

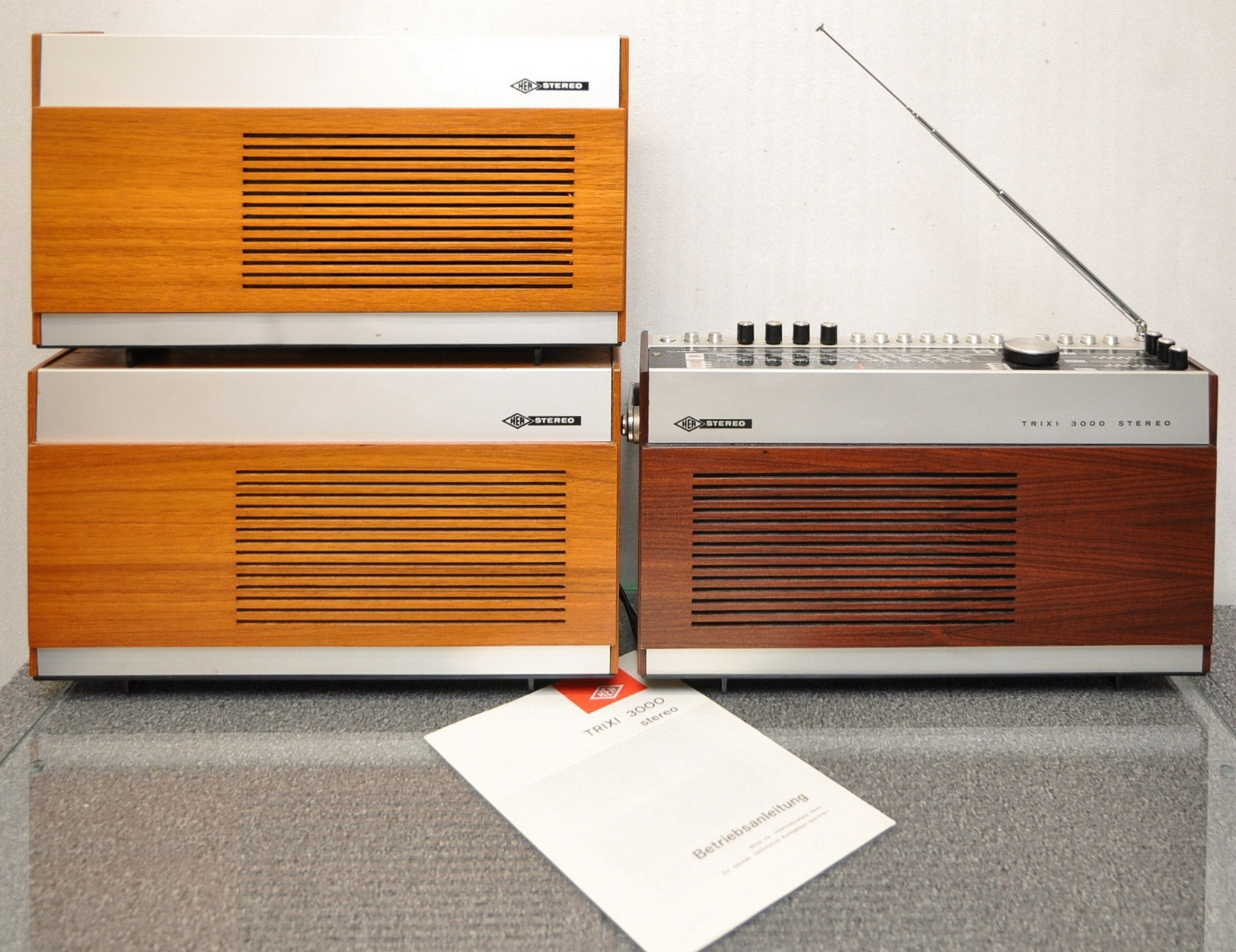
HEA (Houben-Elektro-Akustik), Trixi 3000 Stereo, portabler Weltempfänger mit 2 HEA-Lautsprechern

Das Transistorradio löste allmählich den Röhrenempfänger ab, der mit mechanisch empfindlichen Elektronenröhren arbeitete, für die eine anspruchsvolle Stromversorgung notwendig war, die bei den mobilen Kofferradios für hohe Betriebskosten sorgte.
Trotz anfänglich großer Schwierigkeiten, die vorwiegend mit den noch ungünstigen technischen Eigenschaften und den hohen Kosten der Transistorproduktion zu tun hatten, war der sich abzeichnende Siegeszug des Transistors in der Radioelektronik nicht aufzuhalten, parallel dazu deutete sich der stetige Niedergang der bis dahin die Elektronik beherrschenden Röhrentechnik an.
Der in der Nachkriegszeit rasant wachsende Absatzmarkt für Rundfunkgeräte bekam mit der gleichzeitigen Weiterentwicklung der Transistortechnik und dem großen Markterfolg der neuen Transistorradios einen weiteren Schub und verhalf mit außergewöhnlich hohen Steigerungsraten der Elektronikindustrie zu enormen Umsätzen – darüber hinaus zeigte die mit der fortschreitenden Transistorisierung elektronischer Geräte verbundene zunehmende Miniaturisierung der Schaltungstechnik beispielhaft den Weg in die Zukunft der Halbleiterelektronik.

### Sozio-kulturelle Hintergründe
Inmitten einer damals noch vorhandenen hochentwickelten Hörkultur, die sich vor allen Dingen in den akustischen Medien – und hier besonders im Hörfunk – der 1950er und ersten 1960er Jahre eine breite Plattform eroberte, noch vor dem sich allmählich abzeichnenden Siegeszug des optischen Mediums „Fernsehen“, erlebte das Transistorradio sein goldenes Zeitalter: die raumsparende, effiziente, sehr robuste und äußerst langzeitstabile Halbleitertechnik ermöglichte das kommerziell höchst erfolgreiche mobile Kofferradio, das von den führenden Industrienationen weltweit zu einer äußerst leistungsfähigen Produktlinie ausgebaut wurde und sich allmählich zu einem klingenden Symbol für Unabhängigkeit, Freiheit und Rebellion der ersten jungen Nachkriegsgeneration etablierte.
Mit einer häufig zweistelligen und somit besonders prestigeträchtigen Anzahl von Transistoren bestückt, waren es die teuren, mit stilsicherem Geschmack und unzweifelhaftem Charme glänzenden „Flaggschiffe“ mancher längst vom Markt verschwundenen Hersteller, die größtenteils mit heute kaum noch vorstellbarem Aufwand an Gehäusedesign, Konstruktion und Qualitätsniveau der elektronischen Bauteile (unter anderem gehörten damals Luft-Drehkondensatoren und Präzisions-Bandpassfilter zur Standardausrüstung) mit einem hohen Anteil an Handarbeit produziert wurden – ohne den geringsten elektrischen Neuabgleich funktionieren sorgfältig behandelte Exemplare aus den 1960er Jahren heute genauso wie vor einem halben Jahrhundert.
In dieser bewegten Zeit des boomenden Konsums, des bundesdeutschen Wirtschaftswunders mit seiner gesellschaftlichen Orientierung in Richtung Vereinigte Staaten, waren hochwertige Transistorkoffer bei Jugendlichen ein äußerst begehrtes Statussymbol und besaßen eindeutig Kultstatus: sie waren die akustischen Zeitzeugen des Siegeszugs der Rock- und Beatmusik, die man ohne die elterliche Kontrolle jederzeit überall mitnehmen konnte und standen obendrein den „Großsupern“ des häuslichen Wohnzimmers weder im Klang noch bei den auf allen Rundfunkbändern (auch in den häufig vernachlässigten AM-Bereichen, wo im Europawellenbereich so beliebte Sender wie etwa Radio Luxemburg zu finden waren) vorhandenen enormen Empfangsleistungen nach.

### Transistorradios und ihre Vorteile

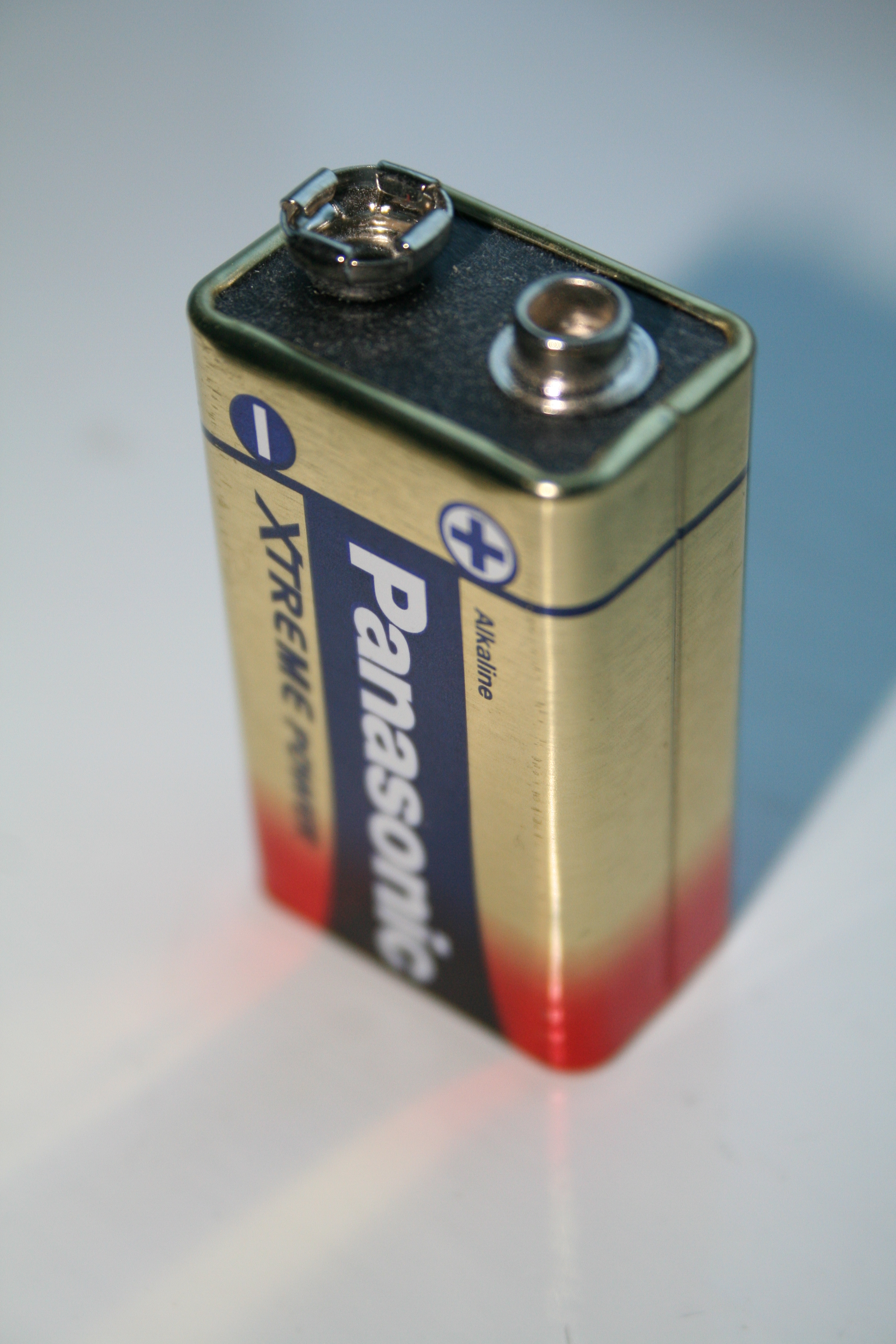
9-Volt-Blockbatterie 006P

Die Einführung der Transistortechnologie bei kommerziellen Radiogeräten löste durch den Wegfall von hohen Spannungen und hoher Verlustwärme die Chance zu einer tiefgreifenden und weitreichenden Miniaturisierung fast des gesamten Sortiments der für den Schaltungsaufbau notwendigen Bauelemente aus: die markantesten Vorteile des Transistorradios gegenüber dem älteren Röhrenempfänger waren demzufolge die geringen Abmessungen und das geringe Gewicht. Hinzu kommt die vernachlässigbare Wärmeentwicklung der Transistoren – fast alle Langzeitprobleme der eingesetzten elektronischen Bauteile von Röhrengeräten hängen mit dem hohen Strombedarf und der ungünstigen Wärmeproduktion der beheizten Elektronenröhren zusammen, die den Alterungsprozess aller verwendeten Bauteile stark beschleunigen.
Transistorgeräte glänzen hingegen mit einer vergleichsweise hohen Langzeitstabilität der Geräteelektronik – bedingt durch deren niedrigen Spannungs- und Strombedarf, was einen problemlosen, preisgünstigen und ungefährlichen Betrieb mit den üblichen Standardbatterien ermöglicht, da sich eine im Röhrenbetrieb notwendige Anodenbatterie erübrigt.
Die 1956 von der amerikanischen Firma Energizer für damalige Verhältnisse geradezu winzige 9-Volt-Blockbatterie mit der Bezeichnung 006P, die speziell für Transistorradios entwickelt wurde, ist ein typisches Beispiel für die neue umwälzende Größenordnung der Transistor-Schaltungsperipherie. Für eine weitere Zunahme der Betriebssicherheit des Transistorradios sorgte die allmähliche Ablösung des Halbleitermaterials Germanium durch das thermisch stabilere Silizium.
Im Gegensatz zu Elektronenröhren ist der Transistor ein mechanisch sehr robustes, anspruchsloses elektronisches Bauteil mit einer nahezu unbegrenzten Lebensdauer – aufgrund dieser Tatsache werden Transistoren mit ihren Anschlussdrähten direkt in elektronischen Schaltungen verlötet. Mit Ausnahme der Subminiaturröhren sind Röhren als echte Verschleißteile hingegen gesockelte Bauelemente, die zum einfachen Austausch mit einer typischen Steckfassung in ihre Schaltungsumgebung integriert werden – insbesondere bei den mit filigranen und bruchempfindlichen Heizfäden versehenen Batterieröhren von mobilen Kofferradios mussten die sensiblen Röhren aufgrund mechanischer Schäden (der gefürchtete „Heizfadenbruch“') nicht selten weit vor ihrer natürlichen Verschleißgrenze ersetzt werden.

## Technische Grundlagen

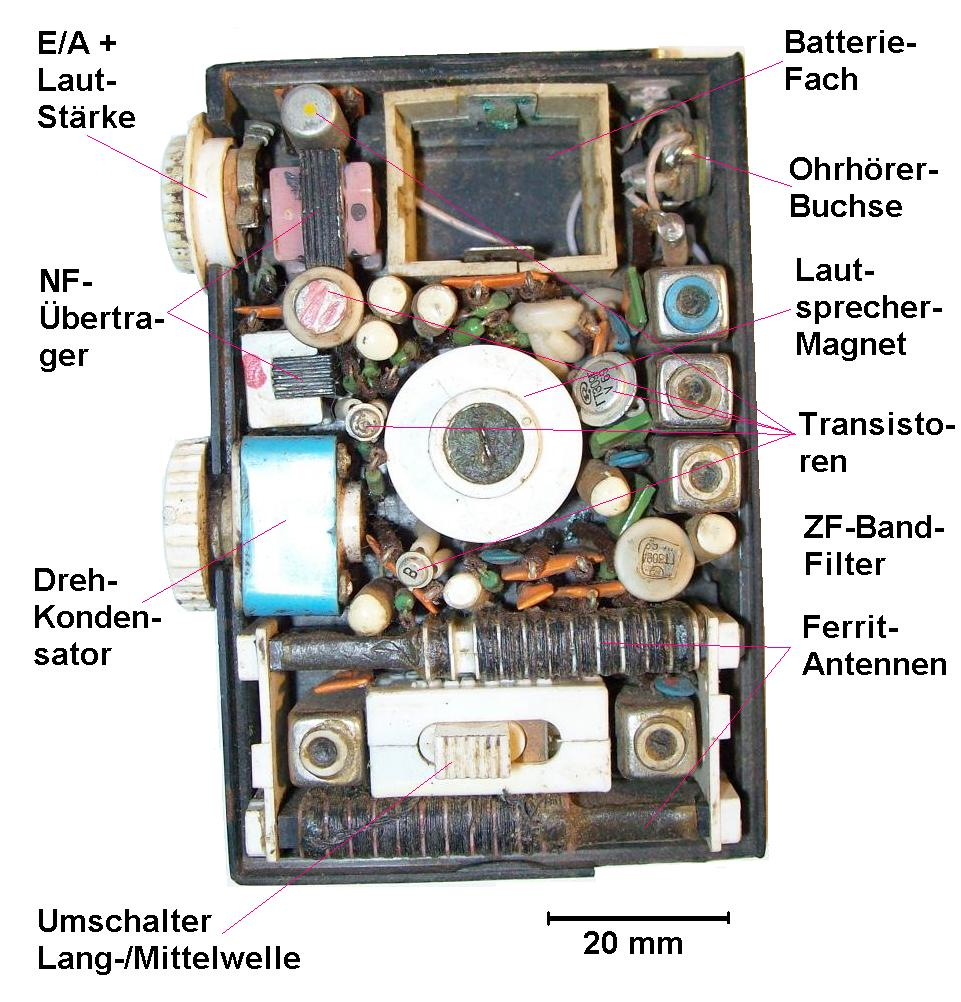
Taschenradio, geöffnet, typische gedrängte Anordnung bedrahteter Bauelemente

Wie bei den älteren Röhrenempfängern besteht die einfachste Schaltung eines Transistorradios aus zwei Hauptkomponenten, einem Detektor-Empfänger und einem Verstärker. Etwas komplexer, dafür aber auch empfangsstärker und trennschärfer ist der Einsatz eines Audions – beide schaltungstechnischen Minimalkonzepte (Geradeausempfänger) waren in der Vorkriegszeit bei der preisgünstigen Massenherstellung der Volksempfänger von Bedeutung, spielten aber in der industriellen Fertigung der Nachkriegszeit wegen ihrer technischen Unzulänglichkeiten keine Rolle mehr, das vorrangig verwendete technische Empfangsprinzip hatte sich durch den Wechsel von der Elektronenröhre zum Transistor nicht verändert, die Elektronikindustrie setzte auch hier durchgängig das aufwändigere und elektronisch weitaus leistungsfähigere Konzept des Überlagerungsempfängers (Superheterodyn) ein.
Wie alle klassischen Radiogeräte ist das Transistorradio, genauso wie das Röhrenradio, für den Empfang des terrestrisch ausgestrahlten Analogrundfunks konzipiert – die komplette Radioelektronik arbeitet nach analogen Prinzipien. Lediglich im Bereich der Senderabstimmung konnte sich im Zusammenhang mit der zunehmenden Digitalisierung der Elektronik seit den 1980er Jahren eine gerasterte Abstimmung des lokalen Abstimm-Oszillators durchsetzen (PLL-Synthesizer), die mit modernen Kapazitätsdioden sowie digitalen Anzeige- und Speichermöglichkeiten die relativ unpräzise Einstellprozedur für die Sender mit Drehkondensator bzw. Variometer, Frequenzskala, Skalenzeiger und Skalenseil wesentlich vereinfachte und eine frequenzgenaue Sendereinstellung bzw. -speicherung ermöglichte. Das 1988 offiziell eingeführte digitale Radio Data System erweiterte die Anzeigemöglichkeiten im Bereich der UKW-Rundfunkbänder erneut beträchtlich.
Auch die heute üblichen Radios sind eigentlich Transistorradios, allerdings sind mittlerweile die Einzeltransistoren zusammen mit anderen Bauteilen zunehmend in integrierten Schaltungen zusammengefasst, was zu einer signifikanten Senkung der Produktionskosten beiträgt. Mit dem weitgehenden Wegfall der Röhrenradios verschwand die Notwendigkeit einer speziellen Unterscheidung und so wird heute das Wort „Transistorradio“ nur noch selten verwendet.

## Gesellschaftliche Auswirkungen

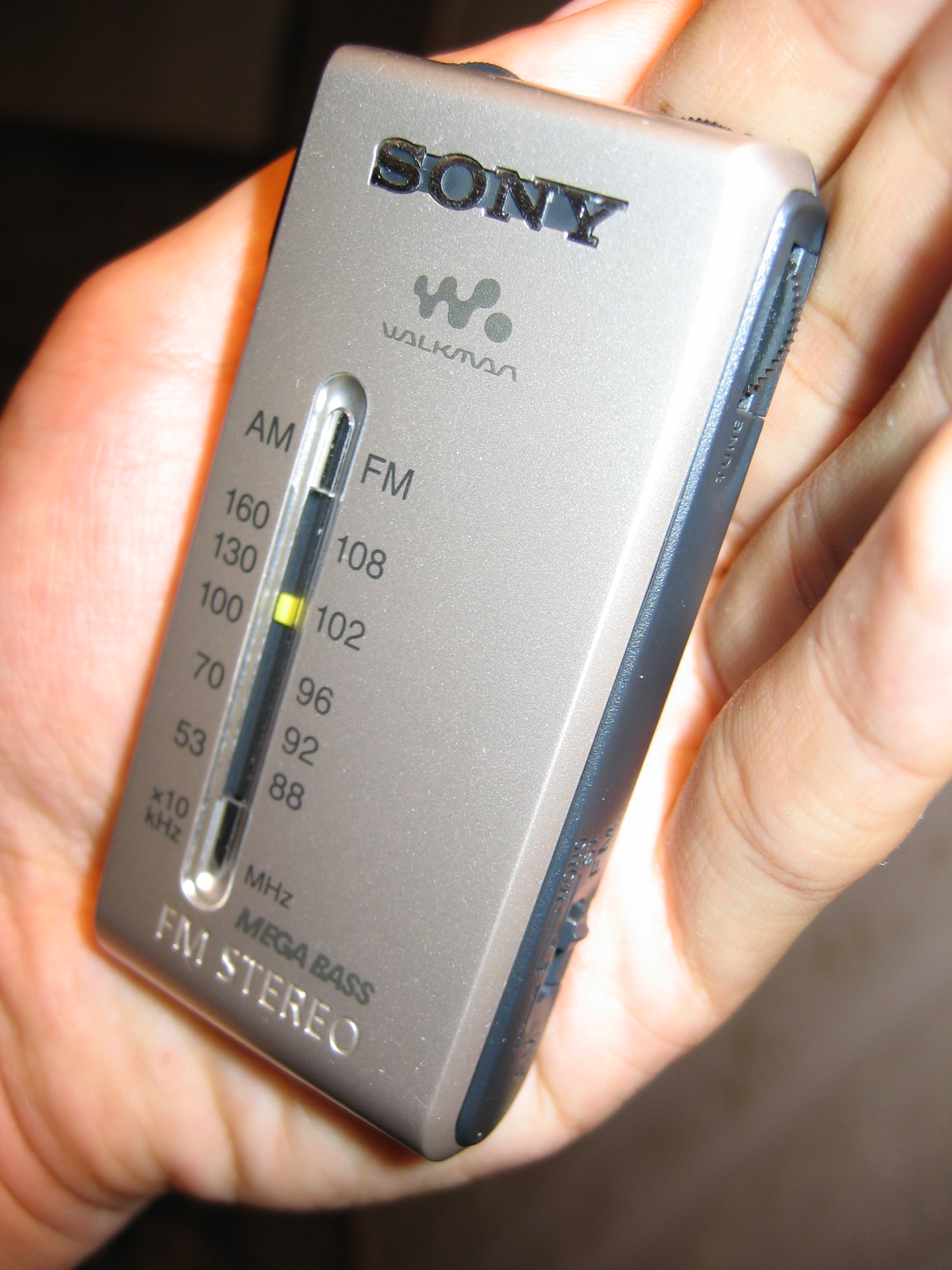
„Walkman“-Radio

Die Erfindung des Transistorradios brachte einen großen Fortschritt für die weltweite Kommunikation: Aufgrund massenhafter Herstellung und einfachster Stromversorgung sind diese noch immer in vielen Entwicklungsländern für fast jedermann erschwinglich und bieten sowohl Bewohnern der entlegensten Regionen als auch Menschen mit unzureichender Alphabetisierung oft die einzige Chance, den Kontakt mit dem Rest der Welt aufrechtzuerhalten.
Viele Familien konnten es sich leisten, ein zweites oder drittes Radio anzuschaffen. Das Radiohören, das zuvor in vielen Haushalten auf das Wohnzimmer begrenzt war, wurde nun auch in anderen Zimmern möglich und begleitete etwa die Hausarbeit in der Küche. Autoradios gab es schon vor Verfügbarkeit der Transistortechnik – erst durch sie erfuhren sie aber eine hohe Verbreitung, die wiederum neue Dienstleistungen wie den Verkehrsfunk anstieß. Auch viele Jugendliche erhielten Zugang zu einem eigenen Radio, mit dem sie dann ihre eigenen Lieblingssender hören konnten.
Mit dem handlicheren und bezahlbareren Transistorradio ging die Verbreitung der Stereofonie einher.
Anschlussbuchsen für Plattenspieler und Magnetbandgeräte machten das Transistorradio zu einem preisgünstigen Verstärker. Die Entwicklung kleiner Magnetbandkassetten (Compact Cassetten) anstelle der vorherigen Spulentonbänder ermöglichte den Bau kleiner Tonbandgeräte (Kassettenrecorder). Seit Ende der 1960er Jahre wurden Kombinationen mit Compaktkassettengeräten als Radiorecorder angeboten. Das ermöglichte das Aufzeichnen und Wiedergeben von Rundfunksendungen und den Austausch von Musik mit nur einem Gerät. Aus den Radiorecordern entwickelten sich große tragbare Stereogeräte mit hoher Ausgangsleistung und zwei Kassettenrecordern, die das Überspielen von Musik auch mit höherer Bandgeschwindigkeit von einer Cassette zur anderen zuließen. Hinzu kamen schließlich sogar Geräte mit zusätzlichem CD-Spieler. Der Entwicklung von tragbaren Großgeräten steht die Miniaturisierung gegenüber: zuerst baute die Firma Sony kleine Stereo-Cassettengeräte, Walkman genannt, denen bald ein eingebautes Radio hinzugefügt wurde. Dann wurden auch Miniradios ohne Cassettenteil entwickelt. Heute befinden sich kleine Radioempfänger z. B. in Mobilfunktelefonen und als Zusatz in MP3-Playern.
Der niedrige Energiebedarf der Transistorempfänger ermöglicht alternative Energieversorgung, zum Beispiel mit Fotozellen oder mit einem Handdynamo. Das ist wichtig besonders in Gebieten, die nicht ans Energienetz angeschlossen sind.

### Kalter Krieg
In der DDR ermöglichte das Transistorradio vielen Jugendlichen den Empfang von „unerwünschten“ Sendern, ohne dass es durch die Eltern oder andere kontrollierbar war. Das Hören von Westsendern auf der Straße konnte zu Kontrollen durch die Polizei oder sogenannte „freiwillige Helfer“ der Volkspolizei führen, gegebenenfalls auch zur Sperrung der Geräte. In einer Phase „sozialistischer Selbstjustiz“ ging das Urteil des Kreisgerichts Potsdam vom 15. Januar 1959 als „Kofferradio-Urteil“ in die Geschichte der jungen DDR ein: Ein Mann hatte auf seinem Transistorradio auf der Straße den „Westsender“ RIAS gehört, als ihn ein Passant aufforderte, auf einen DDR-Sender umzuschalten. Weil der Radiobesitzer dem Wunsch nicht nachkam, zerstörte der Passant das Gerät. Das Kreisgericht lehnte die Klage auf Schadensersatz ab, mit der Begründung:

„Gemäß § 228 BGB handelt derjenige nicht widerrechtlich, der eine fremde Sache beschädigt oder zerstört, um damit eine durch die fremde Sache hervorgerufene drohende Gefahr von sich oder einem anderen abzuwenden. Nachweislich hat der Kläger das Kofferradio so laut spielen lassen, daß auch andere Passanten den Hetzkommentar des RIAS hören konnten. Er hat sich damit eine Verbreitung von Hetze gegen unseren Staat zuschulden kommen lassen.“

Bei der NVA und den Grenztruppen der DDR mussten auf der Skala die DDR-Sender als erlaubte Sender markiert werden, wenn andere gehört wurden, gab es Strafen und das Gerät konnte eingezogen werden.